# Flugplatz Schönhagen

i7
i11
i13

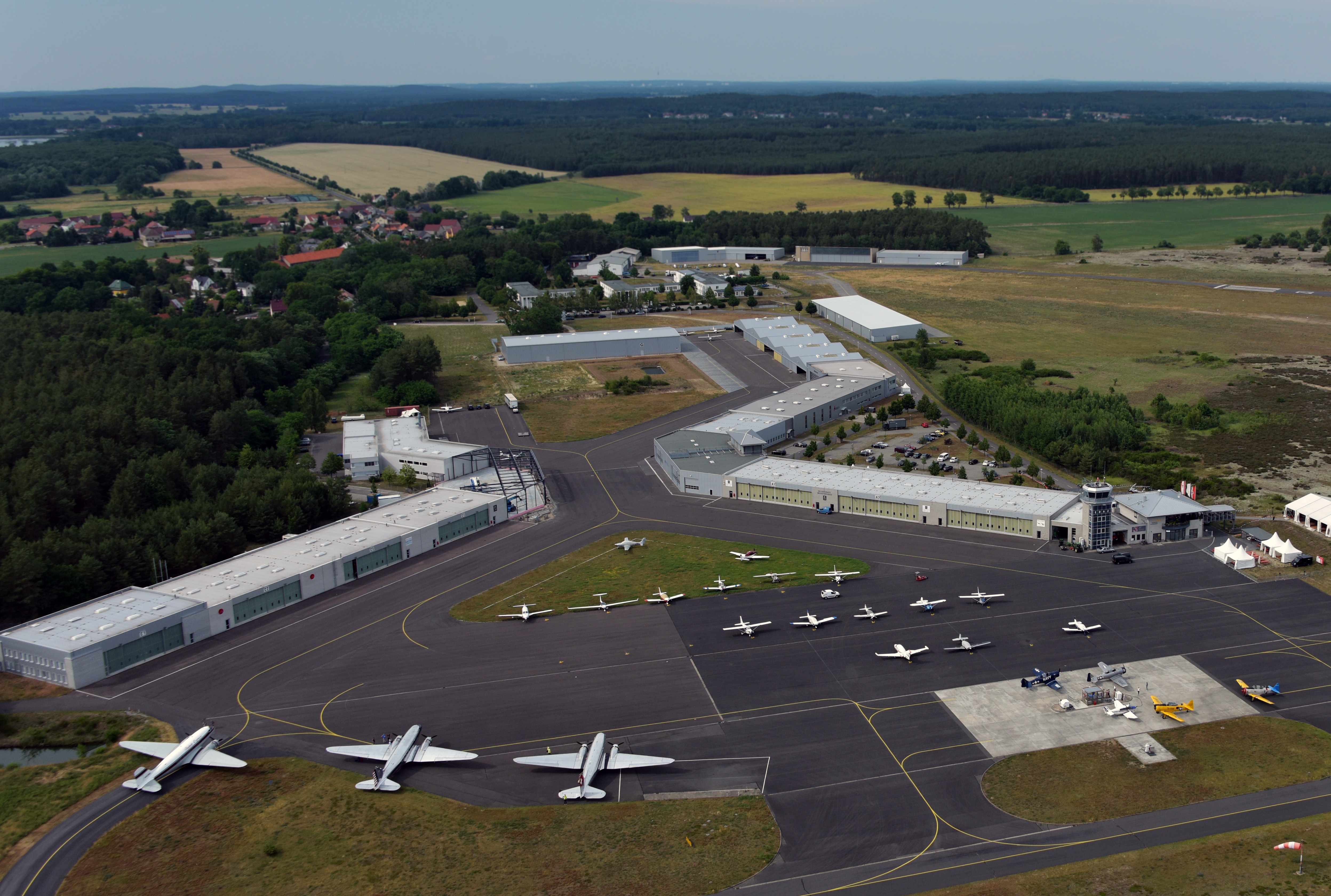
Vorfeld, Tower und Hallen am Flugplatz Schönhagen während des Luftbrückenjubiläums 2019

Der Flugplatz Schönhagen (ICAO-Code: EDAZ) ist ein Verkehrslandeplatz im Trebbiner Ortsteil Schönhagen im Land Brandenburg. Am Standort sind mehrere Instandhaltungsunternehmen, Flugzeugwerften und Flugschulen sowie ein Segelflugverein ansässig.
Für den Motorflug wird in der Regel die Asphaltbahn 07/25 benutzt. Die Bahnen 12/30 werden nur in Ausnahmefällen verwendet. Südlich und parallel zur Piste 07/25 befindet sich das 1000 m lange Segelfluggelände für Schlepp- und Windenstarts von Segelflugzeugen.
Der Flugplatz befindet sich im Luftraum G mit einer Radio Mandatory Zone, ab 1000 ft AGL beginnt der Luftraum E, ab 2500 ft der Luftraum C.

## Geschichte

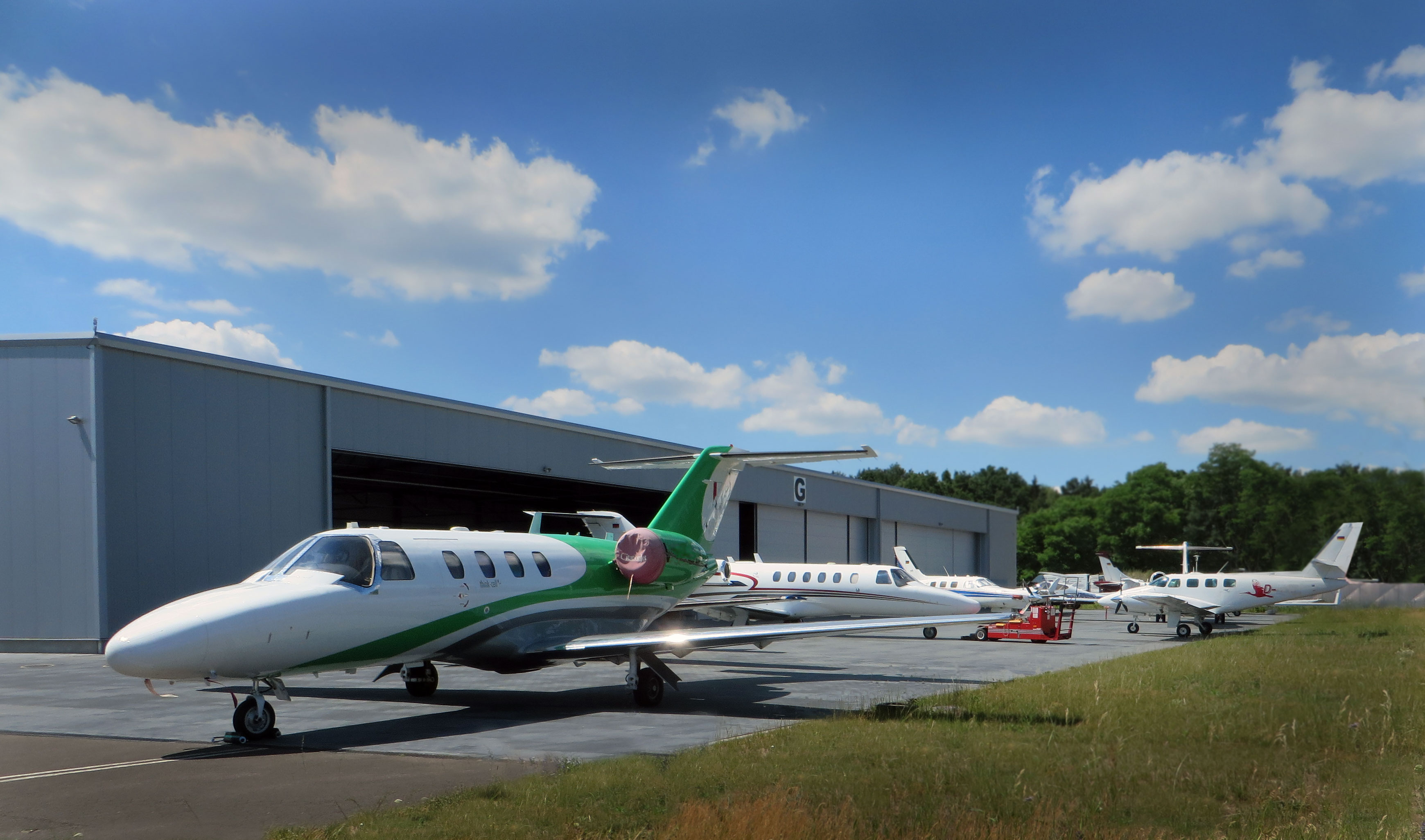
Flugzeuge vor Halle Golf

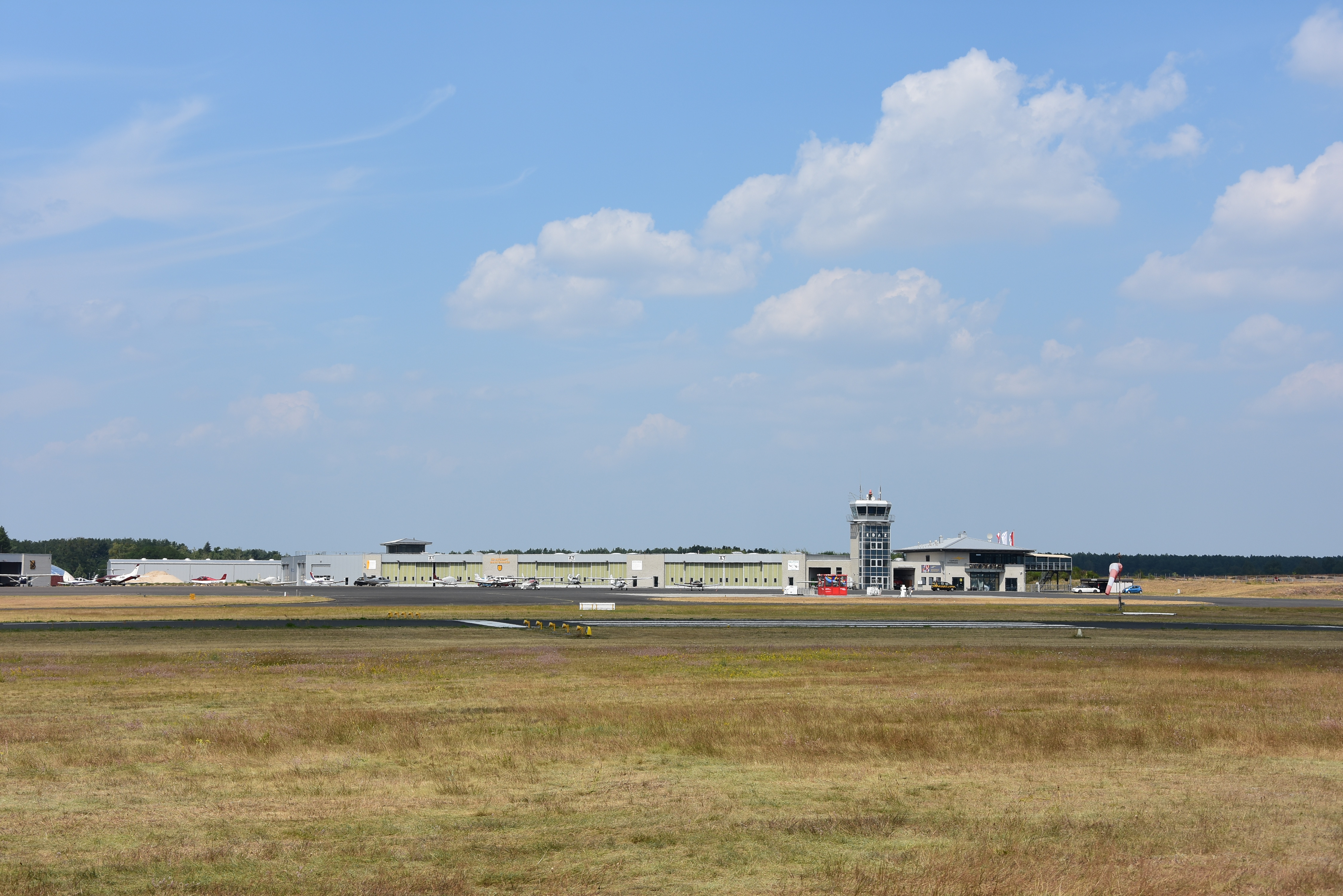
Vorfeld mit Tower

Seit 1928 wurde das Areal um den Löwendorfer Berg für Segelflug genutzt. Die Luftwaffe der Wehrmacht, die das Gelände ab 1936 ausbaute, führte den Fliegerhorst Trebbin als Notlandeplatz. Es waren jedoch keine fliegenden Einheiten stationiert. Zwischen 1937 und 1945 befand sich auf dem Gelände eine „Reichsschule für Segelflug“ des Nationalsozialistischen Fliegerkorps, einer paramilitärischen Luftsportorganisation, die in Schönhagen Segelflug betrieb. Gegen Kriegsende wurde in diesem Rahmen auch eine spannweitenreduzierte Version des DFS Habicht zur Vorschulung auf den Raketenjäger Me 163 eingesetzt. Ebenso wurde die Aufstellung einer mit der Gleitversion des „Volksjägers“ He 162 ausgerüsteten neuen Einheit vorgesehen, was aber aufgrund des nahen Kriegsendes nicht mehr verwirklicht wurde. In den Morgenstunden des 22. April 1945 besetzte die Rote Armee den Platz und betrieb auf dem Gelände noch eine Zeitlang eine Werkstatt und nutzte die Bauten der Flugschule als Wohnhäuser.
Zu DDR-Zeiten befand sich auf dem Gelände das Schulkombinat der staatlichen Gesellschaft für Sport und Technik „Ernst Schneller“, in der unter anderem die Grundausbildung von Piloten in Vorbereitung auf eine militärische Fliegerausbildung bei der NVA stattfand. Am 31. Januar 1952 absolvierte Karl Liebeskind mit einem SG 38 in Schönhagen den ersten Start eines Luftfahrzeugs in der DDR. Im Juni 1959 wurden hier die ersten DDR-Meisterschaften im Segelflug ausgetragen. Hier entstand auch die FSS-100 Tourist, ein zweisitziges Sportflugzeug. Es war das einzige in der DDR konstruierte und gebaute Flugzeug seiner Art.
Nach der Friedlichen Revolution in der DDR wurde und wird der Flugplatz kontinuierlich ausgebaut. Beide Start- und Landebahnen wurden asphaltiert, die Hauptbahn verlängert und mit einer Befeuerung ausgestattet. Ältere Immobilien und Gebäudeteile auf dem Flugplatzgelände sind umgebaut oder modernisiert worden, um Verwaltungs-, Tagungs- und Abfertigungsräume zu schaffen.
Eigentümer und Betreiber des Flugplatzes ist die Flugplatzgesellschaft Schönhagen mbH, die von der Öffentlichen Hand getragen wird.
Am 24. November 2008 landete in Schönhagen das letzte am Flughafen Tempelhof gestartete Flugzeug.
Im Juni 2016 wurde der Instrumentenflugbetrieb genehmigt und zum AIRAC Termin am 11. Oktober 2018 aufgenommen.

## Zwischenfälle
- Am 9. April 1978 flüchteten der Schüler der Flugsportschule Schönhagen, Lothar Weber, und sein Bruder Dieter in einer Moravan Z-42M nach West-Berlin. Der damals 24-jährige hatte an diesem Tag seine ersten Alleinflüge auf diesem Typ absolviert. Nach der letzten Landung rollte er mit dem Flugzeug an das Ende der Start- und Landebahn, wo sein bereits im nahen Wald wartender Bruder zustieg. Anschließend startete das Flugzeug mit dem Kennzeichen DM–WNX in Gegenrichtung und landete einige Zeit später auf dem nahegelegenen Flugplatz Gatow, wo beide Personen Asyl beantragten. Das Flugzeug wurde drei Tage später auf dem Landweg rücküberführt.[4]

- Am 17. Mai 1997 startete eine Moravan Z-42M zu einem Rundflug. Etwa eine halbe Stunde nach dem Start geriet das Flugzeug aus ungeklärter Ursache in einen überzogenen Flugzustand. Dies führte zu einem Trudeln und das Flugzeug stürzte ab. Der Pilot und ein Fluggast wurden getötet.[5]

- Am 5. Juli 1997 startete eine Socata TB 10 mit drei Personen an Bord zu einem Einweisungsflug. Nach einer Platzrunde führte der Pilot ein Aufsetzen und Durchstarten durch. Dabei setzte das Flugzeug erst bei der Halbbahnmarkierung auf. Nach dem Abheben gewann es nur langsam an Höhe, stürzte aus ungeklärter Ursache etwa 1,5 Kilometer vom Flugplatz entfernt in einen Wald und geriet in Brand. Die einzuweisende Pilotin starb im Flugzeugwrack. Die beiden anderen Insassen wurden schwer verletzt, woran der Fluglehrer sechs Wochen später verstarb.[6]

- Am 1. Mai 1999 startete eine Wassmer WA-54 zu einem Platzrundenflug. Ungefähr 900 Meter hinter der Startbahn fiel das Triebwerk in einer Höhe von etwa 50 Metern aus. Der Pilot leitete eine Rechtskurve ein, bei der es zu einem Strömungsabriss kam. Das Flugzeug kippte nach rechts, prallte hart auf dem Boden auf und geriet kurz danach in Brand. Pilot und Passagier konnten sich schwer verletzt aus dem Wrack retten.[7]

- Am 28. August 1999 startete ein Segelflugzeug vom Typ PZL Bielsko SZD-50 im Windenstart. Dabei kam es zu einem Nachlassen des Seilzuges. In der Folge geriet das Flugzeug ins Trudeln und prallte auf den Boden. Der Pilot wurde bei dem Unfall schwer verletzt.[8]

- Am 17. Mai 2008 startete eine Zenair Zodiac CH 601 D zu einem Überführungsflug. Etwa fünfzehn Minuten nach dem Start stürzte das Flugzeug in einen Wald. Die Wolkenuntergrenze lag zu diesem Zeitpunkt auf Höhe der Baumobergrenze. Der 47-jährige Pilot und sein Passagier wurden getötet.[9]

- Am 23. September 2009 startete eine Aquila AT01 zu einem Flug nach Gera. Nach dem Abheben drehte das Flugzeug nach links. Während der Kurve nahm die Querneigung immer weiter zu und die Maschine prallte schließlich mit abgesenkter Nase in einen Wald. Der 69-jährige Pilot wurde tödlich verletzt.[10]

- Am 21. Mai 2011 startete eine Remos GX zu einem Rundflug. Kurz nach dem Start überflog der Pilot in etwa dreihundert Metern Höhe den Flugplatz Saarmund. Zur gleichen Zeit startete dort ein Segelflugzeug vom Typ Astir CS Jeans im Windenstart. Kurz nach dem Ausklinken des Segelflugzeugs kollidierte es mit der Remos GX. Bei beiden Flugzeugen wurden die Tragflächen durch die Kollision abgetrennt und die Rümpfe stürzten zu Boden. Der 58-jährige Segelflugschüler sowie der 48-jährige Pilot der Remos GX und sein Passagier wurden bei dem Unfall getötet.[11]

- Am 31. Oktober 2014 stürzte eine Mooney M20 nach dem Durchstarten durch eine Baumberührung auf ein Feld. Der Pilot wurde leicht verletzt.[12]

- Am 30. September 2018 gegen 13:30 Uhr verunglückte ein Hubschrauber des Typs Hughes 300 nach dem Tanken. Dabei wurde eine Person verletzt und das Luftfahrzeug zerstört.[13]

- Am 17. Oktober 2021 stürzte ein Ultraleichtflugzeug Shark Aero vermutlich wegen technischer Probleme in ein Waldstück nahe dem Flugplatz. Beide Insassen wurden leicht verletzt, das Luftfahrzeug vollständig zerstört.[14]

- Am 1. Juli 2024 stürzte ein einmotoriges Flugzeug in ein Waldstück nahe dem Flugplatz. Der Pilot verstarb noch am Unfallort.[15]